# Cabañas (kommun i Honduras, Departamento de Copán)
Cabañas är en kommun i Honduras.   Den ligger i departementet Departamento de Copán, i den västra delen av landet, 210 km väster om huvudstaden Tegucigalpa. Antalet invånare är 9 762.